# Asociación de Fútbol de Corea del Sur
La Asociación de Fútbol de Corea del Sur (en coreano: 대한 축구 협회 Daehan Chukgu Hyeophoe) es el organismo rector del fútbol en Corea del Sur, con sede en Seúl. Fue fundada en 1928, desde 1948 es miembro de la FIFA y desde 1954 de la AFC. Organiza el campeonato de Liga y de Korean FA Cup, así como los partidos de la selección nacional en sus distintas categorías.
La Asociación de Fútbol de Corea fue restablecida en 1948, tras el establecimiento de Corea del Sur.